# Nesāz
Nesāz (persiska: نساز, نِسار) är en ort i Iran.   Den ligger i provinsen Ardabil, i den nordvästra delen av landet, 300 km nordväst om huvudstaden Teheran. Nesāz ligger 1 549 meter över havet och antalet invånare är 921.
Terrängen runt Nesāz är kuperad åt sydväst, men åt nordost är den bergig. Runt Nesāz är det ganska glesbefolkat, med 38 invånare per kvadratkilometer. Närmaste större samhälle är Hashatjīn, 17,6 km väster om Nesāz. Trakten runt Nesāz består i huvudsak av gräsmarker.